# König-Saud-Universität
Die König-Saud-Universität (arabisch جامعة الملك سعود, DMG Ǧāmiʿat al-Malik Saʿūd, englisch: King Saud University) ist eine Universität in Riad, Saudi-Arabien mit 61.412 Studenten (2013).

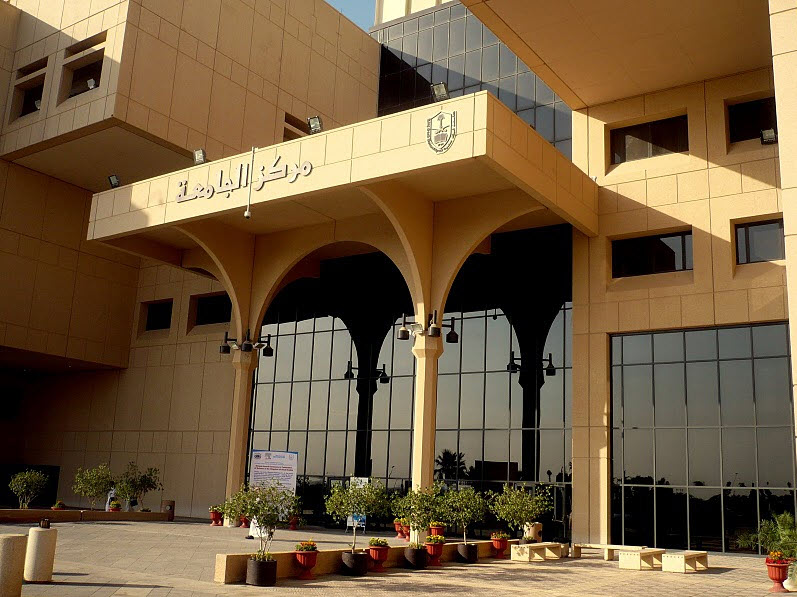
Eingang zur Universität

Die Universität wurde 1957 durch König Saud ibn Abd al-Aziz als Universität Riad gegründet und ist die älteste Universität in Saudi-Arabien. Die Universität war lange Zeit die einzige höhere Bildungseinrichtung des Landes, mit weltlichem anstelle des islamischen Lehrplans. 1982 erfolgte die Umbenennung in ihren heutigen Namen.
2010 wurde der Gazal-1 als Pkw-Prototyp präsentiert. Die Lizenzen des Gazal-1 befinden sich alle im Eigentum der Universität.
Auf dem Campus der Universität verkehrt seit Oktober 2012 der Oberleitungsbus Riad, der erste des Landes.